# قرار مجلس الأمن التابع للأمم المتحدة رقم 1398
قرار مجلس الأمن التابع للأمم المتحدة رقم 1398، المتخذ بالإجماع في 15 آذار / مارس 2002، بعد إعادة تأكيد القرارات 1298 (1999)، 1308 (2000)، 1312 (2000)، 1320 (2000)، 1344 (2001) و1369 (2001) بشأن الحالة بين إريتريا وإثيوبيا، مدد المجلس ولاية بعثة الأمم المتحدة في إثيوبيا وإريتريا حتى 15 سبتمبر 2002.

## القرار

### أعمال
ورحب مجلس الأمن بالتسوية القانونية النهائية المرتقبة بشأن القضايا الحدودية بين البلدين، وبأن قرار لجنة الحدود سيكون نهائيا وملزما. وأثنى على كلا الطرفين للتقدم المحرز في تنفيذ اتفاقات الجزائر ومراعاة المنطقة الأمنية المؤقتة، وحث الأطراف على التعاون مع بعثة الأمم المتحدة في إثيوبيا وإريتريا في سياق ولايتها. وتم التأكيد على تنفيذ قرار لجنة الحدود، كما يجب أن يتم نقل السلطة المدنية والأراضي بطريقة منظمة من خلال الحوار. وستواصل بعثة الأمم المتحدة في إثيوبيا وإريتريا تنفيذ ولايتها إلى أن يتم الانتهاء من ترسيم الحدود، وطُلب من الأمين العام كوفي عنان تقديم اقتراحات بشأن الكيفية التي يمكن بها للبعثة أن تلعب دوراً في هذه العملية وفي إزالة الألغام.
وفي مخاطبته الأطراف، دعا القرار إريتريا إلى السماح بحرية الحركة لأفراد البعثة والكشف عن تفاصيل حول الميليشيات والشرطة العاملة في المنطقة الأمنية المؤقتة، بينما طُلب من إثيوبيا تقديم توضيحات بشأن المعلومات التي قدمتها إلى مركز تنسيق الأعمال المتعلقة بالألغام. كان هناك قلق من عدم إنشاء ممر جوي بين أسمرة وأديس أبابا وحث كلا الجانبين على إطلاق سراح أسرى الحرب تحت رعاية اللجنة الدولية للصليب الأحمر. علاوة على ذلك، طُلب من الطرفين اعتماد تدابير بناء الثقة بما في ذلك معاملة مواطني كل منهما معاملة إنسانية؛ تسهيل عودة اللاجئين والمشردين داخليا والجنود المسرحين؛ وتسهيل الحوار والاتصالات عبر الحدود.
وحث الطرفان على تمكين البعثة من نشر معلومات عن تعيين وترسيم الحدود بين إريتريا وإثيوبيا والتركيز على التنمية الاقتصادية وعلاقاتهما الدبلوماسية. أخيرًا، طُلب من جميع البلدان تثبيط تدفق الأسلحة إلى المنطقة.

## روابط خارجية
- نص القرار في undocs.org